# Liste der Monuments historiques im 14. Arrondissement (Paris)
Die Liste der Monuments historiques im 14. Arrondissement (Paris) führt die Monuments historiques im 14. Arrondissement der französischen Hauptstadt Paris auf.

## Liste der Bauwerke
| Bezeichnung                                                   | Beschreibung | Standort                                                               | Kennzeichnung | Schutzstatus   | Datum     | Bild |
| ------------------------------------------------------------- | ------------ | ---------------------------------------------------------------------- | ------------- | -------------- | --------- | ---- |
| Abbaye de Port-Royal                                          |              | 121, 125 boulevard de Port-Royal (Lage)                                | PA00086606    | Inscrit Classé | 1928 1933 |      |
| Bains d’Odessa                                                |              | 5, 5bis rue d’Odessa (Lage)                                            | PA00086608    | Inscrit        | 1983      |      |
| Barrière d’Enfer                                              |              | 1, 2 place Denfert-Rochereau (Lage)                                    | PA00086609    | Classé         | 1907      |      |
| Bäckerei                                                      |              | 105 rue Vercingétorix (Lage)                                           | PA00086612    | Inscrit        | 1979      |      |
| Bäckerei                                                      |              | 155 rue d’Alésia (Lage)                                                | PA00086610    | Inscrit        | 1984      |      |
| Bäckerei                                                      |              | 45 rue Raymond-Losserand (Lage)                                        | PA00086611    | Inscrit        | 1984      |      |
| Carrière du chemin de Port-Mahon                              |              | 13 à 17 villa Saint-Jacques 22 à 32 rue de la Tombe-Issoire (Lage)     | PA00133020    | Inscrit Classé | 1993 1994 |      |
| Kapelle Saint-Yves                                            |              | Cité du Souvenir 11 rue Saint-Yves (Lage)                              | PA75140002    | Classé         | 1996      |      |
| Collège néerlandais                                           |              | Cité internationale universitaire de Paris 61 boulevard Jourdan (Lage) | PA75140004    | Classé         | 2005      |      |
| Brasserie „La Coupole“                                        |              | 102 boulevard du Montparnasse (Lage)                                   | PA00086635    | Inscrit        | 1988      |      |
| Couvent Saint-François                                        |              | 7 rue Marie-Rose (Lage)                                                | PA75140011    | Inscrit        | 2007      |      |
| Métroeingang von Hector Guimard der Station Denfert-Rochereau |              | Place Denfert-Rochereau (Lage)                                         | PA00086630    | Inscrit        | 2016      |      |
| Métroeingang von Hector Guimard der Station Mouton-Duvernet   |              | Avenue du Général-Leclerc (Lage)                                       | PA00086631    | Inscrit        | 2016      |      |
| Métroeingang von Hector Guimard der Station Raspail           |              | Boulevard Raspail boulevard Edgar-Quinet (Lage)                        | PA00086632    | Inscrit        | 2016      |      |
| Notre-Dame-du-Travail                                         |              | 59 rue Vercingétorix (Lage)                                            | PA00086614    | Classé         | 1976      |      |
| St-Pierre de Montrouge                                        |              | 82 avenue du Général-Leclerc (Lage)                                    | PA00086615    | Inscrit        | 1982      |      |
| Fondation Avicenne                                            |              | Cité internationale universitaire de Paris 17 boulevard Jourdan (Lage) | PA75140012    | Inscrit        | 2008      |      |
| Fondation Deutsch de la Meurthe                               |              | Cité internationale universitaire de Paris 37 boulevard Jourdan (Lage) | PA75140003    | Inscrit        | 1998      |      |
| Fondation des États-Unis                                      |              | Cité internationale universitaire 15 boulevard Jourdan (Lage)          | PA75140013    | Inscrit        | 2009      |      |
| Bahnhof Denfert-Rochereau                                     |              | 3 place Denfert-Rochereau (Lage)                                       | PA75140001    | Inscrit        | 1996      |      |
| Hôpital Cochin                                                |              | 111 boulevard de Port-Royal 7 rue du Faubourg-Saint-Jacques (Lage)     | PA00086616    | Classé         | 1942      |      |
| Hôpital La Rochefoucauld                                      |              | 15 avenue du Général-Leclerc (Lage)                                    | PA00086618    | Inscrit        | 1928      |      |
| Hôpital Sainte-Anne                                           |              | 1 rue Cabanis (Lage)                                                   | PA00086617    | Inscrit        | 1979      |      |
| Hôtel de Massa                                                |              | 38 rue du Faubourg-Saint-Jacques (Lage)                                | PA00086619    | Classé         | 1928      |      |
| Gebäude                                                       |              | 108 rue d’Alésia (Lage)                                                | PA00086641    | Inscrit        | 1992      |      |
| Gebäude                                                       |              | 31-31bis rue Campagne-Première (Lage)                                  | PA00086621    | Inscrit        | 1986      |      |
| Gebäude                                                       |              | 12 rue Cassini (Lage)                                                  | PA75140007    | Inscrit        | 2001      |      |
| Gebäude                                                       |              | 3 rue de la Cité-Universitaire (Lage)                                  | PA00086622    | Inscrit        | 1986 2007 |      |
| Gebäude                                                       |              | 7 rue Lebouis (Lage)                                                   | PA00086623    | Inscrit        | 1982      |      |
| Gebäude                                                       |              | 7 rue Méchain (Lage)                                                   | PA00086624    | Inscrit        | 1984      |      |
| Gebäude                                                       |              | 5 rue Victor-Schœlcher (Lage)                                          | PA75140006    | Inscrit Classé | 1999 2000 |      |
| Studio Hôtel                                                  |              | 9 rue Delambre (Lage)                                                  | PA75140008    | Inscrit        | 2001      |      |
| Studio Raspail                                                |              | 216 boulevard Raspail (Lage)                                           | PA00086625    | Inscrit        | 1986      |      |
| Kiosque de Chateaubriand                                      |              | 75, 77 avenue Denfert-Rochereau (Lage)                                 | PA00086634    | Inscrit        | 1982      |      |
| Buchhandlung                                                  |              | 10 bis rue Roger (Lage)                                                | PA00086626    | Inscrit        | 1984      |      |
| Löwe von Belfort                                              |              | Place Denfert-Rochereau (Lage)                                         | PA75140009    | Inscri         | 2003      |      |
| Maison du Brésil                                              |              | Cité internationale universitaire 7 boulevard Jourdan (Lage)           | PA75140005    | Inscrit        | 1985      |      |
| Maison François Lecoeur                                       |              | 83 rue Denfert-Rochereau (Lage)                                        | PA00086627    | Inscrit        | 1984      |      |
| Maison Guggenbuhl                                             |              | 16 rue Nansouty (Lage)                                                 | PA00086628    | Inscrit        | 1975      |      |
| Maison Ozenfant                                               |              | 53 avenue Reille (Lage)                                                | PA00086629    | Inscrit        | 1975      |      |
| Mire du Sud                                                   |              | Parc Montsouris (Lage)                                                 | PA00086633    | Inscrit        | 1928      |      |
| Moulin de la Charité                                          |              | Cimetière du Montparnasse (Lage)                                       | PA00086638    | Classé         | 1931      |      |
| Pariser Observatorium                                         |              | 61 Avenue de l’Observatoire (Lage)                                     | PA00086642    | Classé         | 1926      |      |
| Pavillon des Fontainiers                                      |              | 42, 44 Avenue de l’Observatoire (Lage)                                 | PA00086607    | Classé         | 1994      |      |
| Pavillon de la Suisse                                         |              | Cité internationale universitaire 7 boulevard Jourdan (Lage)           | PA00086613    | Inscrit        | 1986      |      |
| Regard de l’aqueduc Médicis                                   |              | 75, 77 avenue Denfert-Rochereau (Lage)                                 | PA00086634    | Inscrit        | 1982      |      |
| Relais de poste de la Barrière d’Enfer                        |              | 75, 77 avenue Denfert-Rochereau (Lage)                                 | PA00086634    | Inscrit        | 1982      |      |
| Théâtre de la Gaîté-Montparnasse                              |              | 24, 26 rue de la Gaîté (Lage)                                          | PA00086636    | Inscrit        | 1984      |      |
| Théâtre Montparnasse                                          |              | 31 rue de la Gaîté (Lage)                                              | PA00086637    | Inscrit        | 1984      |      |
| Grab von Tania Rachevskaïa                                    |              | Cimetière du Montparnasse (Lage)                                       | PA00086638    | Inscrit        | 2010      |      |
| Villa Seurat                                                  |              | 1, 3, 4, 5, 7bis, 8, 9, 11 villa Seurat (Lage)                         | PA00086639    | Inscrit        | 1975      |      |